# ルイ＝ジョゼフ・ド・モンカルム
ルイ＝ジョゼフ・ド・モンカルム＝ゴゾン（Louis-joseph de Montcalm-Gozon サン＝ベラン侯爵、Marquis de Saint-Veran 以下モンカルム、1712年2月28日-1759年9月14日）は、フランスの軍人、貴族である。

## 来歴

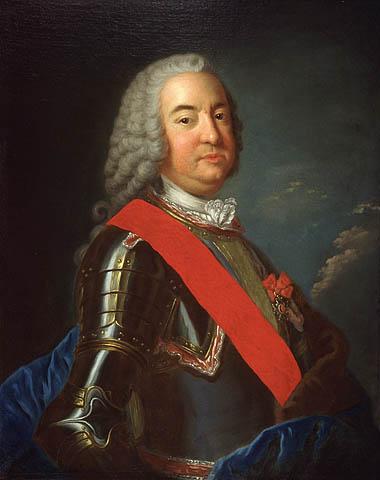
ヴォードルイユ総督

1712年、南フランス、ニーム近郊に生まれる。名門貴族の生まれで、9歳で軍隊生活を始める。1727年に少尉となり、ポーランド継承戦争、オーストリア継承戦争などに参戦し、1743年、大佐に昇進した。オーストリア継承戦争で負傷して捕虜となったが、解放後に准将となり、邸宅を与えられ、1748年から55年までは豪奢な生活を送った。しかしこの生活も、1756年の春には終わりを告げた。カナダの植民地の士官、ジャン＝アルマン・ディエスコがイギリス軍の捕虜となったため、カナダに赴くことになったのである。この時は片腕のフランソワ＝ガストン・ド・レビを同行させた。また副官としてルイ・アントワーヌ・ド・ブーガンヴィルも派遣されている。
この当時のカナダ総督は、ピエール・フランソワ・ド・リゴー、ヴォードルイユ＝カヴァニャル（以下ヴォードルイユ）だった。ヴォードルイユの父フィリップも総督で、本人はケベック生まれであり、カナダ海軍入隊後、トロワ・リビエール総督、ルイジアナ総督を歴任した。当時のカナダは、国民皆兵制であったため、カナダ軍の指揮権は総督にあったが、非常時でもあり、モンカルムと5個の連隊が駐留する以上、軍の最高指揮官はモンカルムであってしかるべきだった。しかしながら民兵は、カナダ生まれのヴォードルイユに信頼を抱き、一方で、ヴォードルイユもモンカルムに批判的で、モンカルムとフランス軍、ヴォードルイユとカナダ軍の間に、大きな溝ができることになった。赴任の翌年、モンカルムは、本国の陸軍大臣に、ヴォードルイユへの不満を秘密文書で送っていた。一方でヴォードルイユも「フランスの将校は我々を馬鹿にしている」と本国に書き送っている。この事態はその後も改善されなかった。
カナダでは、先住民のゲリラ戦法を起用することが多く、ヴォードルイユは民兵と先住民をよく使った。しかしモンカルムは、ヨーロッパ式の秩序が取れた戦いを理想としており、民兵や先住民は練度が低いと考え、フランスの正規軍を頼りにしていた。また、秘密文書で、民兵や先住民への敵意をむき出しにしたが、一方で彼らから敬意と愛情とを受けたいとも考えていた。 

## カナダでの戦歴

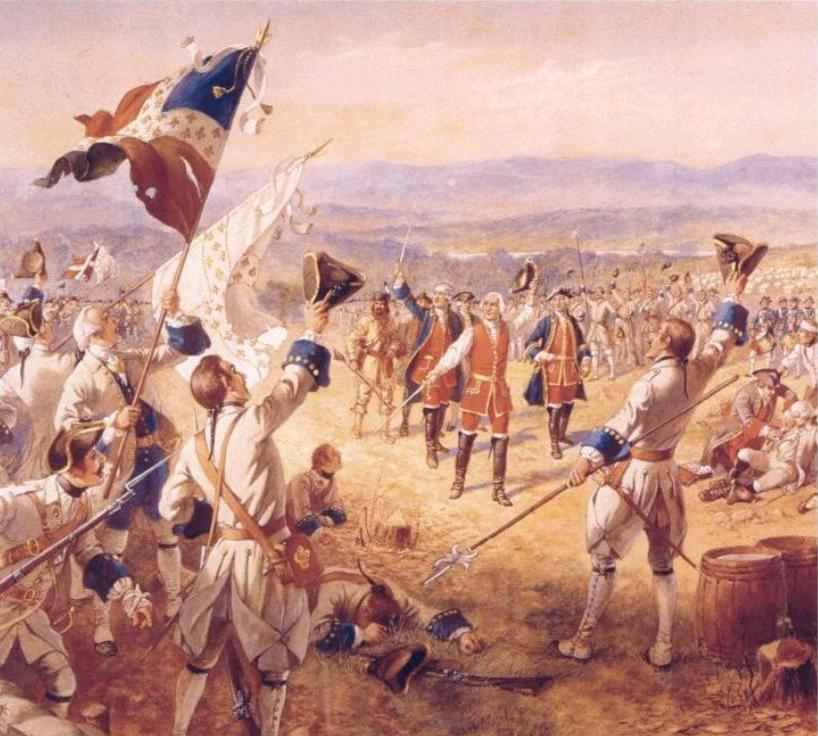
カリヨンの戦い

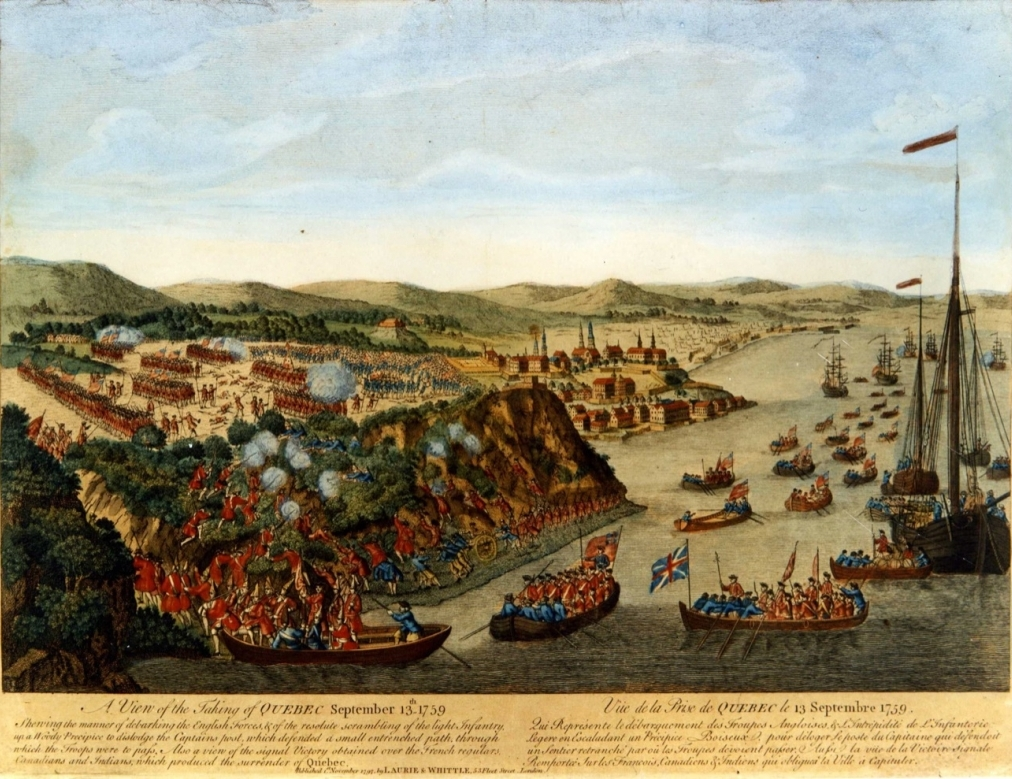
アブラハム平原の戦い

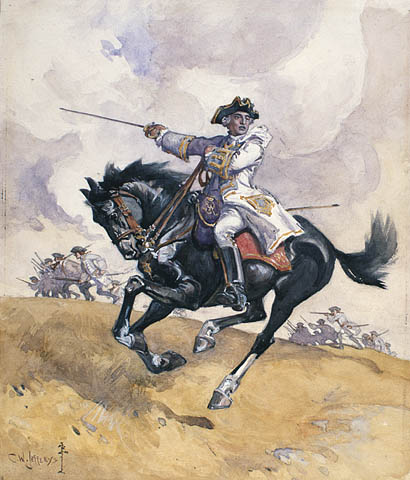
アブラハム平原で兵士を鼓舞するモンカルム

その後モンカルムは、ウェゴに夜襲をかけて、オンタリオ湖の周辺をフランスの配下に納め、翌1757年には、フォート・ウイリアム＝ヘンリーの包囲戦で勝利し、ニューヨークへの侵攻へ望みをつないだ。この戦いで、先住民兵が、イギリス兵を虐殺する事件が起こり、ヴォードルイユはモンカルムを更迭するよう本国に訴えたが、これは後に却下された。逆に、1758年のカリヨンの戦いでは、ヴォードルイユが、自らが指揮する先住民軍を、何ら意味もなくコーラーへ動員し、モンカルムから批判された。この戦いでモンカルムは、15,000人のイギリス軍に対し3,000の兵で応戦し、しかも戦死者はイギリスの5分の1だった。戦いの後、イギリスの指揮官ジェームズ・アバークロンビーは召還された。
フォート・ウイリアム＝ヘンリー包囲戦の後、フォート・エドワードでも軍事行動を取るつもりだったが、モンカルムは自らの意思で撤兵した。これがヴォードルイユをまたも怒らせたが、モンカルムは意に介さず、この軍功による中将への昇進を志願した。その年の冬、イギリス軍に補給船が止められたせいで、ケベック全体が食糧危機となった。モンカルムは激しくヴォードルイユと行政とを批判した。彼は行政が堕落していると考えており、これではケベックの終焉は避けられないと予言した。また、対イギリスの勝利よりも、植民地の終焉を遅らせること、そして、フランス軍の名誉を保つことのほうが大事だとも考えた。1758年10月20日、モンカルムはフランス陸軍中将に任命された。
その後モンカルムは、植民地のすべての軍の指揮を任された。彼はケベックは難攻不落と信じており、セントローレンス川は、よほど経験を積んだ案内役がいない限り、非常に危険だとも思っていた。しかし1757年、イギリスの首相にウィリアム・ピットが任命され、北米戦線重視姿勢に出て以来、モンカルム軍の勝利は少なくなっていった。1759年5月ケベックに、ウルフ将軍とソーンダース副提督に率いられたイギリス軍がやって来て、オスウィーゴやナイアガラの砦を奪還し、9月には、フランス側の過失から、ウルフの軍が川岸を上り、ケベックから2キロ離れたアブラハム平原に4,500人の兵を配備した。モンカルムは信じようとしなかったが、その状況がいかに切羽詰まったものかを悟り、大いにうろたえ、戦闘を避けることが出来たにもかかわらず、軍を戦地に送り込んだのである。この軽率さが、植民地の士官から強く非難され、ケベック陥落の一因とみなされた。フランスは完敗し、モンカルムは致命傷を負って翌朝死亡した。
モンカルムは、ヴォードルイユに降伏を白紙委任して世を去った。その後、軍のエリートたちは、陸軍の評価を維持するために、陥落の責任をヴォードルイユになすりつけるようになった。
歴史家の間では、エイブラハム平原の銘板に記されたモンカルム評「勇敢で、善良で偉大な」(gallant, good and great)をめぐっての見解では一致を見ていない。カナダ軍事史の中で、特筆すべき勝利は得たものの、最大の敗北を喫した人物でもある。

致命傷を負った後、医師にあとどのくらい持つかと訊き、医師が翌朝までは持たないと答えたところ、こう答えたという。
「それはよかった、ケベックが降伏するのを見なくてすむ。」